# Sauvagnon
Sauvagnon é uma comuna francesa na região administrativa da Nova Aquitânia, no departamento dos Pirenéus Atlânticos. Estende-se por uma área de 16,69 km². Em 2010 a comuna tinha 3 447 habitantes (densidade: 206,5 hab./km²).